# Petnaestogodišnji kapetan
Petnaestogodišnji kapetan (francuski: Un capitaine de quinze ans), pustolovni je roman Julesa Vernea, objavljen 1878. godine. Ova knjiga bavi se u to vrijeme još nedovoljno poznatim i tajanstvenim predjelima Afrike, pa predstavlja i svojevrsnu odu herojskim istraživačima afričkog kontinenta, koji su svojim odricanjem pa i žrtvovanjem života, pridonijeli boljem upoznavanju toga dijela svijeta.

## Radnja
Godine 1873., usred Tihog oceana, cjelokupna posada američkog kitolovca Pilgrim nastrada u lovu na kita, te je zapovjedništvo brodom prisiljen preuzeti Dick Sand, petnaestogodišnji mornarski pripravnik. Uz pomoć petorice crnaca, spašenih s jednog broda koji je natradao u sudaru na otvorenom moru, Sand pokušava dovesti brod do Južne Amerike. Na brodu se nalaze i gospođa Weldon, supruga bogatog vlasnika broda, Jamesa W. Weldona, te njezin sin Jack i njezin rođak Benedict, entomolog. No, brodski kuhar Negoro iskoristi Dickovo nedovoljno poznavanje astronomije te skreće brod sa zacrtanog smjera i nakon dugog putovanja Pilgrim se nasuče na zapadnim obalama Afrike, u Angoli. Nakon iskrcavanja, Negoro se odvaja od grupe i stupa u dodir sa svojim nekadašnjim suradnicima, beskrupuloznim trgovcima robljem, te počinje raditi na zarobljavanju brodolomaca kako bi neke prodao u roblje a za gospođu Weldon, njeno dijete, i njenog rođaka zatražio bogatu otkupninu od njenog supruga.